# Doto

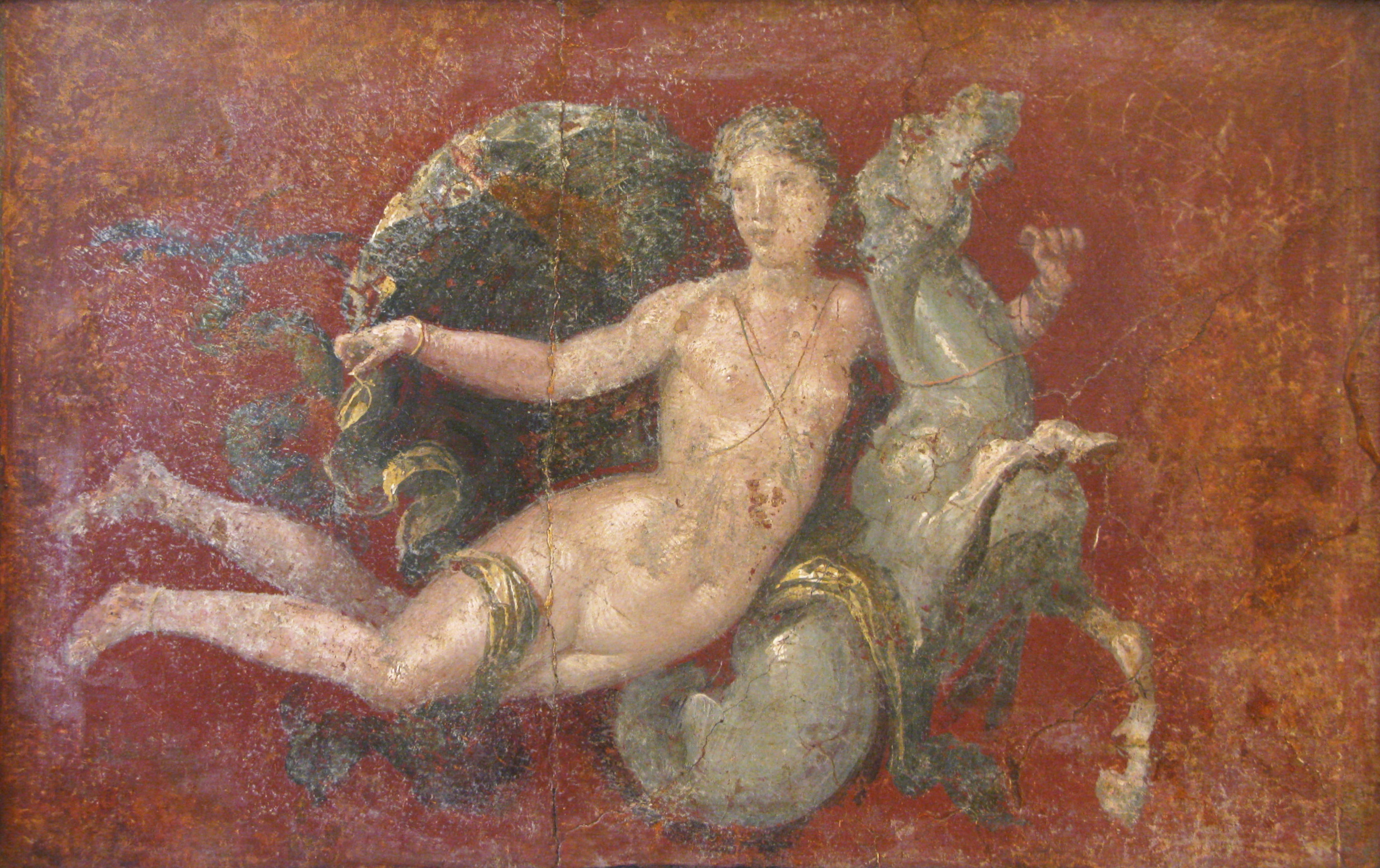
Nereida sobre caballito de mar, Museo Arqueológico Nacional de Nápoles (inv. nr. 8859), de Stabiae, Villa di Arianna, antecámara.

En la mitología griega, Doto (Dôtô, Δωτω), hija de Nereo y Doris, es una de las Nereidas, según los catálogos de la Biblioteca mitológica, Higino, Hesíodo, y la Ilíada. Doto, la «dadora» de un viaje seguro, tenía un santuario en la ciudad de Gabala, en Siria.